# Perlat Musta
Perlat Musta (Valona, 15 ottobre 1958) è un allenatore di calcio ed ex calciatore albanese, di ruolo portiere.

## Carriera

### Nazionale
Vanta 23 presenze con la Nazionale albanese, dove ha giocato dal 1981 al 1993.

## Palmarès

### Giocatore

#### Club

##### Competizioni nazionali
- Campionato albanese: 3

Partizani Tirana: 1978-1979, 1980-1981, 1986-1987
- Coppa d'Albania: 2

Partizani Tirana: 1979-1980, 1990-1991